# Акимовка (Павлодарская область)
Акимовка (каз. Акимовка) — упразднённое село в Павлодарском районе Павлодарской области Казахстана.

## Население
По переписи 1926 г. в селе проживало 169 человек. Село населяли немцы, исповедовавшие лютеранство.

## История
Село Акимовка основано в 1909 году немцами-переселенцами из Таврической и Екатеринославской губерний. В 1927 г. село входило в состав Ефремовского сельского округа Первомайской волости Павлодарского уезда Семипалатинской губернии. В 1929 г. создан колхоз «25-е Октября». В 1931 г. на его базе, а также колхоза «Трудовой колонист» с. Розовка создан колхоз-гиган «Форвертс» (позже переименован в «Рот-Фронт»).